# Leonida Bissolati
Leonida Bissolati (né à Crémone, le 20 février 1857 et mort à Rome le 6 mars 1920) est un homme politique italien. C'est l'un des plus importants membres du mouvement socialiste italien, à cheval entre le XIXe siècle et XXe siècle.

## Biographie
Bissolati est le fils naturel, avec le nom de Leonida Bergamaschi, puis le fils adoptif à l'âge de 18 ans de Stefano Bissolati (né en 1823 à Rivarolo Fuori aujourd'hui Rivarolo Mantovano), qui était devenu prête très jeune et qui renonça à la prêtrise à l'âge de 37 ans devenant par la suite directeur de la bibliothèque communale de Crémone.
Il obtient son diplôme à 20 ans; à Bologne, avant d'adhérer au mouvement socialiste. Il devient ensuite conseiller communal à Crémone, d'abord dans le rang des radicaux, avant de se rapprocher des socialistes. Pendant 18 ans, à partir de  1880, il est adjoint à l'instruction. Dans sa ville, il exerce la profession d'avocat, publiant de nombreux articles dans des revues et des quotidiens.
Leonida Bissolati épouse Ginevra Coggi en 1885, qui meurt de tuberculose neuf ans plus tard. Par la suite, il a une compagne, Carolina Cassola, qu'il épouse en  1913.
Entre  1889 et 1895 il organise les agitations paysannes et les luttes sociales dans les campagnes. Bissolati créé en 1889 L'écho du peuple (L'eco del popolo) qui devient l'organe local du Parti socialiste italien (PSI), et publie une traduction partielle du Manifeste du Parti communiste. En 1896 il devient le directeur de l' Avanti!, organe officiel du PSI, le laissant en  1903 pour le reprendre de  1908 à 1910.

## Le tournant du siècle
En 1897 il est élu au parlement italien comme député dans le collège de Crémone. Étant favorable à la guerre de Libye, il démissionne de son poste de parlementaire socialiste en février 1912 et cinq mois plus tard, il est expulsé du parti 
avec Bonomi, Cabrini et Podrecca.
Bissolati ne renonce pas pour autant à l'activité politique, et participe à la création du Parti socialiste réformiste italien avec Ivanoe Bonomi et Angiolo Cabrini.
Il devient ministre de l'assistance en 1916, dans le gouvernement de Paolo Boselli puis dans celui de Vittorio Emanuele Orlando. Cette fonction lui assure un contact direct avec les généraux italiens employés sur le front de la Première Guerre mondiale.
À la fin du conflit, lors des négociations du traité de Versailles, Bissolati est l'un des rares en Italie à réclamer une application stricte du principe des nationalités, énoncé dans les Quatorze points de Wilson, alors que les nationalistes parlent de « victoire mutilée ». L'application du droit des peuples à disposer d'eux-mêmes conduirait Rome à renoncer à la Dalmatie, au protectorat sur l'Albanie et à l'annexion du Dodécanèse et du Haut-Adige : face à l'opposition d'Orlando et du ministre des Affaires étrangères Sidney Sonnino, il démissionne en décembre 1918, quittant la scène politique.
Il meurt à Rome en 1920 d'une infection à la suite d'une intervention chirurgicale.

## Sources
- (it) Cet article est partiellement ou en totalité issu de l’article de Wikipédia en italien intitulé « Leonida Bissolati » (voir la liste des auteurs) du 10.11.2007.